# Hibarette
Hibarette é uma comuna francesa na região administrativa de Occitânia, no departamento dos Altos Pirenéus. Estende-se por uma área de 1,53 km². Em 2010 a comuna tinha 246 habitantes (densidade: 160,8 hab./km²).